# Hino da República Socialista Soviética Cazaque
O Hino da República Socialista Soviética do Cazaquistão foi o hino nacional do Cazaquistão quando este era uma república soviética.
A música foi composta por Mukan Tulebayev, Evgeny Brusilovsky e Latif Khamidi, e a letra escrita por Abdilda Tazhibaev, Kh. Mukhamedzhanov e Gabit Musrepov. Em 1992, uma nova letra foi escrita para o hino do país independente, com a mesma melodia, até 7 de janeiro de 2006.